# Merwinite
La merwinite è un minerale.